# La notte nel cuore
La notte nel cuore (Siyah Kalp) è un serial televisivo drammatico turco, trasmesso su Show TV dal 12 settembre 2024 al 29 maggio 2025.
In Italia la serie va in onda su Canale 5 dal 25 maggio 2025.

## Trama
La storia ruota attorno a Sumru Sansalan, che ha abbandonato i suoi gemelli in tenera età e ha sposato il ricco uomo d'affari Samet. Dopo anni di separazione, i gemelli Nuh e Melek Çakırka scoprono l'identità della madre e decidono di andare in Cappadocia. Nel magnifico palazzo in cui giungono, Nuh incontra Sevilay, mentre Melek incrocia il cammino di Cihan, il figlio di Samet. Nonostante i tentativi di Sumru di nascondere i suoi figli e tenerli lontani dalla famiglia, Melek e Nuh riusciranno a infiltrarsi nel cuore della famiglia e nel cuore di Cihan e Sevilay. Gli eventi si susseguono tra emozioni e conflitti familiari, riflettendo la forza dei legami familiari e l'importanza dell'amore di fronte alle sfide.

## Puntate
| Stagione       | Puntate | Puntate | Prima TV  | Prima TV      |
| Stagione       | Turchia | Italia  | Turchia   | Italia        |
| -------------- | ------- | ------- | --------- | ------------- |
| Prima stagione | 34      | 33      | 2024-2025 | 2025-in corso |

## Personaggi e interpreti

### Personaggi principali
- Sumru Şansalan (episodi 1-34), interpretata da Ece Uslu, doppiata da Irene Di Valmo.
- Melek Çakirca (episodi 1-34), interpretata da Hafsanur Sancaktutan, doppiata da Sara Labidi.
- Nuh Çakirca (episodi 1-34), interpretato da Aras Aydın, doppiato da Sacha De Toni.
- Sevilay Günser (episodi 1-34), interpretata da Leyla Tanlar, doppiata da Laura Marcucci.
- Cihan Şansalan (episodi 1-34), interpretato da Burak Tozkoparan, doppiato da Alessandro Rigotti.
- Samet Şansalan † (episodi 1-23), interpretato da Burak Sergen, doppiato da Roberto Fidecaro.
- Hikmet Şansalan (episodi 1-34), interpretata da Esra Dermancıoğlu, doppiata da Paola Majano.
- Nihayet (episodi 1-34), interpretata da Işıl Yücesoy, doppiata da Cinzia De Carolis.
- Esat Şansalan (episodi 1-34), interpretato da Genco Özak, doppiato da Marco Giansante.
- Sakine (episodi 1-34), interpretata da Ferda Işıl, doppiata da Graziella Polesinanti.
- Bünyamin (episodi 1-34), interpretato da Bülent Polat, doppiato da Emilio Mauro Barchiesi.
- Canan (episodi 1-34), interpretata da Gözde Cığacı, doppiata da Monica Vulcano.
- Harika Şansalan (episodi 1-6, 8-34), interpretata da Derin İnce, doppiata da Giulia Tarquini.
- Enise (episodi 1-34), interpretata da Ayşe Tunaboylu, doppiata da Mirta Pepe.
- Esma (episodi 1-34), interpretata da Deniz Karabaş, doppiata da Carlotta Micalizzi.
- Tahsin (episodi 1-34), interpretato da İlker Aksum, doppiato da Vladimiro Conti.
- Halil (episodi 26-34), interpretato da Erkan Bektaş, doppiato da Stefano Thermes.

### Personaggi secondari
- Amir, interpretato da Abdullah Koç.
- Gürkan (episodio 3), interpretato da Mehmet Rüzgar Tiryaki, doppiato da Dario Follis.
- Direttore del ristorante (episodi 17, 20-21, 25, 29, 33-34), interpretato da Sinan Yıldız.
- Dottor Bremen (episodio 32), interpretato da Archie Mckay, doppiato da Emanuele Puppio.

## Produzione
La serie è diretta da Emrah Aguş, Kerem Çakıroğlu e Uluç Bayrakta, scritta da Yildiz Tunç e prodotta da Tims&B Productions.

### Riprese
Le riprese hanno avuto luogo nella regione della Cappadocia, in particolare nella provincia di Nevşehir, dove figurano le città di Göreme, Uçhisar e Ürgüp.